# Šárka Štembergová-Kratochvílová
Šárka Štembergová-Kratochvílová (8. července 1924 Praha – 22. května 2005 Praha) byla česká herečka a významná učitelka dramatické výchovy. V profesním životě používala zkrácený tvar svého jména Šárka Štembergová.

## Profesní působení
Původní profesí byla herečka. Po válce vystudovala Státní konzervatoř (1947), krátce pokračovala na DAMU, studia zanechala v roce 1949. Poté působila na několika scénách:
- Městské oblastní divadlo v Mladé Boleslavi, 1949–1957,
- Divadlo Rokoko, 1957–1958,
- Ústřední soubor ministerstva vnitra, 1959–1962.

Vytvořila několik menších filmových a televizních rolí, v 90. letech pak účinkovala v několika reklamách.
Byla zejména odbornicí na hlasovou a mluvní výchovu dětí a mládeže.
Pracovala jako učitelka na LŠU v Praze – Dejvicích a LŠU v Praze – Radlicích. Později jako pedagožka na katedře výchovné dramatiky DAMU.
Působila rovněž jako vedoucí souboru literárně-dramatického oboru LŠU v Radlicích a vedoucí Recitačního studia Šrámkova domu v Sobotce.
Souběžně se podílela i na výchově frekventantů tzv. lidových konzervatoří zaměřených na dětské divadlo a výchovnou dramatiku. A byla členkou porot a lektorských sborů na mnoha přehlídkách dětských divadelních a loutkářských souborů a recitátorů.